# San Antonio Rampage
Die San Antonio Rampage waren ein US-amerikanisches Eishockeyfranchise, das zwischen 2002 und 2020 am Spielbetrieb der American Hockey League teilnahm. Sie spielten im AT&T Center in San Antonio im Bundesstaat Texas.

## Geschichte
Die Rampage gingen aus den San Antonio Iguanas hervor, einem Team, welches von 1994 bis 2002 in der Central Hockey League spielte. Nachdem die Iguanas aufgrund von Streitigkeiten mit den San Antonio Spurs, keine Arena mehr zur Verfügung hatten, wurde das Team von den Spurs gemeinsam mit den Florida Panthers gekauft und in Rampage umbenannt. Ab diesem Zeitpunkt spielten sie auch in der AHL. Bislang erreichten die Rampage lediglich einmal die Play-offs, wo man aber bereits in der ersten Runde ausschied.
Zunächst waren die Rampage Farmteam der Panthers (NHL), wurden aber nach der Übernahme durch die Phoenix Coyotes 2005 deren Partner. Außerdem arbeiteten die San Antonio Rampage mit dem CHL-Team der Laredo Bucks und in der Saison 2009/10 auch mit den Anaheim Ducks aus der NHL zusammen.
Seit Sommer 2015 kooperierte man mit der Colorado Avalanche aus der NHL. Mit Beginn der Saison 2018/19 waren die St. Louis Blues neuer NHL-Partner.
Im Februar 2020 gaben die Vegas Golden Knights bekannt, das Franchise vom bisherigen Eigentümer Spurs Sports & Entertainment gekauft zu haben. Nach Zustimmung durch die Liga wurde das Franchise nach Henderson verlegt, sodass das Team wie die Golden Knights in Nevada ansässig ist. Mit dem Umzug nahm das Franchise den Namen Henderson Silver Knights an.

## Saisonstatistik
Abkürzungen: GP = Spiele, W = Siege, L = Niederlagen, T = Unentschieden, OTL = Niederlagen nach Overtime, SOL = Niederlagen nach Shootout, PTS = Punkte, GF = Erzielte Tore, GA = Gegentore
| Saison  | GP | W  | L  | T  | OTL | SOL | GF  | GA  | PTS | Platzierung  | Play-offs          |
| 2014/15 | 76 | 45 | 23 | 7  | 1   | 7   | 248 | 222 | 98  | 1. im Westen | 1. Runde           |
| 2013/14 | 76 | 30 | 37 | 0  | 3   | 6   | 206 | 235 | 69  | 5. im Westen | Play-offs verpasst |
| 2012/13 | 76 | 29 | 38 | 0  | 2   | 7   | 195 | 241 | 67  | 5. im Süden  | Play-offs verpasst |
| 2011/12 | 76 | 41 | 30 | 0  | 3   | 2   | 197 | 204 | 87  | 3. im Westen | 2. Runde           |
| 2010/11 | 80 | 40 | 33 | 0  | 4   | 3   | 228 | 245 | 87  | 7. im Westen | Play-offs verpasst |
| 2009/10 | 80 | 36 | 32 | 0  | 5   | 7   | 235 | 244 | 84  | 6. im Westen | Play-offs verpasst |
| 2008/09 | 80 | 36 | 38 | 0  | 2   | 4   | 205 | 243 | 78  | 8. im Westen | Play-offs verpasst |
| 2007/08 | 80 | 42 | 28 | 0  | 3   | 7   | 238 | 225 | 94  | 5. im Westen | 1. Runde           |
| 2006/07 | 80 | 32 | 42 | 0  | 2   | 4   | 219 | 256 | 70  | 6. im Westen | Play-offs verpasst |
| 2005/06 | 80 | 23 | 50 | 0  | 3   | 4   | 153 | 251 | 53  | 7. im Westen | Play-offs verpasst |
| 2004/05 | 80 | 27 | 45 | 0  | 3   | 5   | 156 | 232 | 62  | 6. im Westen | Play-offs verpasst |
| 2003/04 | 80 | 30 | 42 | 8  | 0   | 0   | 191 | 231 | 68  | 6. im Westen | Play-offs verpasst |
| 2002/03 | 80 | 36 | 29 | 11 | 4   | 0   | 235 | 226 | 87  | 3. im Westen | 1. Runde           |

## Vereins-Rekorde
Tore: 33, Donald MacLean (2006/07)
Assists: 42, Yanick Lehoux (2006/07)
Punkte: 73, Yanick Lehoux (2006/07)
Strafminuten: 332, Pete Vandermeer (2007/08)
Gegentore-Schnitt: 2.35, Travis Scott (2004/05)
Gehaltene Schüsse (%): 93.1, Travis Scott (2004/05)
Tore (Karriere): 74, Brett MacLean
Assists (Karriere): 81, Brett MacLean
Punkte (Karriere): 155, Brett MacLean
Strafminuten (Karriere): 613, Francis Lessard
Gewonnene Spiele eines Torhüters (Karriere): 82, Josh Tordjman
Shutouts (Karriere): 9, Josh Tordjman
Spiele (Karriere): 212, Sean Sullivan